# Bomsarvet, Blecktorp och Gerbergärdet
Bomsarvet, Blecktorp och Gerbergärdet är en av SCB definierad, avgränsad och namnsatt småort i Borlänge kommun, Dalarnas län som består av tre byar i Stora Tuna socken strax norr om Borlänge vid norra stranden av Dalälven.
Bomsarvet är en stadsdel i Borlänge och består till största delen av villaområden, många hus i området är byggda redan under 1800-talet, men det finns även nybyggda områden. Bomsarvet ligger cirka 8,3 km från Borlänge centrum och närmaste stadsdelar är Övermora, Medväga, och Kvarnsveden. Genom stadsdelen löper en del av Kvarnsvedsvägen, som är en länk för att nå länsväg 293 som går mellan Falun och norra delarna av Borlänge.
I Bomsarvet finns förutom bostäder även en brukshundklubb som drivs av SKK.